# Неонатална полицитемија
Неонатална полицитемија (НП) је неонатално стање, код новорођенчета рођеног у термину, у коме је вредност периферног венског хематокрита 0,65% и > 65%. Она је резултат хромозомских аномалија, синдрома међублизаначке трансфузије или ограничења раста фетуса у материци.Деца рођена са неонаталном полицитемијом су у ризку од хипервискозности и могу развити симптоме хипогликемије, цијанозе и апнеје ако се брзо не лече интравенском хидратацијом.
Неонатална полицитемија има вишефакторске узроке и може се означити као активна (узрокована појачаном феталном еритропоезом) или пасивна (узрокована трансфузија црвених крвних зрнаца) полицитемија. Хематокрит процењен из капиларне крви (који се редовно добија помоћу „штипова за пету“ код новорођенчади) је обично главна лабораторијска карактеристика којом се препознаје полицитемија. Неуобичајено висок удео хематокрита повећава ризик од хипервискозности, микроциркулацијске хипоперфузије и, на дуге стазе, доводи до дисфункције мултисистемских органа.

## Епидемиологија
Сматра се да је стопа полицитемије код новорођенчади  2-12%. Иако код полицитемичне деце хипервискозитет превладава, он се јавља и код неке деце са вредностима хематокрита испод 65%.

## Етиопатогенеза
Полицитемија (еритроцитемија) је необична селективна висока количина еритроцита, а не леукоцита и тромбоцита. Висок ниво хемоглобина (≥ 22 g/l) и однос хематокрита (≥65%) означавају полицитемију код новорођенчади.
Неонатална полицитемија обично представља нормалну адаптацију фетуса на хипоксемију уместо правих абнормалности хемопоетских матичних ћелија.
Ниво венског хематокрита се користи као сурогат маркер за вискозитет. Хематокрит који се процењује из капиларне крви (који се редовно добија помоћу „штипова за пету“ код новорођенчади) је обично главна лабораторијска карактеристика којом се препознаје полицитемија. Уочено је да је одређивање венског хематокрита често у супротности са капиларним вредностима, константно премашујући венске нивое за чак 10%. Стога, већи део времена, резултат високог капиларног хематокрита треба да се потврди проценом венског хематокрита пре него што се донесе избор у погледу клиничког лечења за новорођенчад. Неуобичајено висок удео хематокрита повећава ризик од хипервискозности, микроциркулацијске хипоперфузије и, на дуге стазе, дисфункције мултисистемских органа.
Неонатална полицитемија се може јавити код:
- новорођенчади зачете после термина  за гестациону доб,
- беба рођених од мајки са хипертензијом или дијабетесом,
- синдрома међублизаначке трансфузије (одојчета примаоца)
- новорођенчади хромозомским абнормалностима.[7]

У већини случајева, полицитемија има вишефакторске разлоге, па се стога може означити као:
- Активна полиицитемија (са повећаном еритропоезом фетуса) која је повезана са многим стањима, као што су плацентна инсуфицијенција, ендокрине абнормалности и генетски поремећаји.

- Пасивна полицитемија  (након трансфузија црвених крвних зрнаца)  која такође може бити повезана са стањима, као што су плацентно-фетална трансфузија новорођенчади након порођаја стезањем пупчане врпце и синдрома међублизаначке трансфузије.[5] Плацентно-фетална трансфузија новорођенчади након порођаја стезањем пупчане врпце доводи до увећања волумена крви који се преноси на новорођено дете. Када се стезање пупчане врпце одложи за 3 минута након рођења, запремина крви се повећава за 30%. Без обзира на то, потенцијално  плацентно-фетална трансфузија новорођенчади након порођаја стезањем пупчане врпце може довести до полицитемије и хипербилирубинемије.

## Клиничка слика
| Органски систем         | Знаци и симптоми                                                             |
| ----------------------- | ---------------------------------------------------------------------------- |
| Централни нервни систем | - Раздражљивост - Летаргија - Хипотонија/хипертермија - Конвулзије           |
| Срчанодисајни систем    | - Плетора - Цијаноза - Бледило - Диспнеја - Полипнеја - Апнеја - Тахикардија |
| Желудачноцревни систем  | - Метеоризам - Повраћање - Потешкоће у исхрани - Хепатомегалија - Жутици     |
| Метаболички систем      | - Хипогликемија - Хипокалцемија                                              |
| Хематолошки систем      | - Тромбоцитопенија                                                           |

## Дијагноза
Иако је хипервискозност приближни узрок компликација повезаних са полицитемијом, не постоје поуздани вискозиметри у тренутној клиничкој употреби. Дакле, вредност венског хематокрита  се користи као сурогат маркер за вискозитет. Венски хематокрит  мерен из капиларне крви обично је лабораторијска мера прве линије којом се идентификује полицитемија. Међутим, симултано одређивање капиларног и венског хематокрита показало је да су ове две вредности често у нескладу са капиларним вредностима, константно премашујући венске вредности за чак 10%. [ 15 ] Стога, у већини ситуација, висок капиларни  венски хематокрит као резултат треба потврдити венским мерењем хематокрита пре него што се донесу одлуке о клиничком лечењу новорођенчади.

### Лабораторијске анализе
Дијагноза полицитемије може се поставити коришћењем вредности венског хемоглобина или хематокрита. Следећи лабораторијски тестови ће такође можда бити потребни код новорођенчади са дијагнозом полицитемије која имају клиничке симптоме/знаке који су повезани са синдромом полицитемија-хипервискозноста као што је раније описано:
- Нивои глукозе и калцијума у серуму  - да би се утврдило да ли пацијент има хипогликемију или хипокалцемију која захтева лечење.
- Нивои билирубина у серуму - јер многа одојчад са полицитемијом имају повећану масу црвених крвних зрнаца (РБЦ) што доводи до повећаног оптерећења прекурсора билирубина које може довести до хипербилирубинемије.
- Гасови артеријске крви - да би се проценила оксигенација код полицитемичне бебе са респираторним дистресом и цијанозом.
- Број тромбоцита- пошто се иста прогениторна ћелија диференцира да производи еритроците и тромбоците у коштаној сржи, такко да повећана производња еритроцита код новорођенчади са полицитемијом може довести до смањене производње тромбоцита и допринети тромбоцитопенији. Смањење броја тромбоцита код ове новорођенчади такође може бити последица тромбозе или када је присутна дисеминована интраваскуларна коагулација (ДИЦ).[10]
- Нивои електролита у серуму, азота уреје у крви (БУН) и креатинина - новорођенчади са олигуријом/ануријом, ове лабораторијске студије су неопходне да би се проценило присуство и озбиљност бубрежне дисфункције која може бити компликација поликемије.

### Сликовне методе
Следеће сликовне методе могу бити потребне код новорођенчади да би се искључило присуство других стања осим полицитемије-хипервискозности која често могу довести до сличних симптома и да би се идентификовале могуће компликације повезане са симптоматском полицитемијом:
- Ултразвук лобање или компјутеризована томографија (ЦТ) или сликање мозга магнетном резонанцом (МРИ) како би се искључили неуролошки поремећаји као што је интракранијално крварење
- Ехокардиографија за процену кардиоваскуларних поремећаја као што су упорна плућна хипертензија и цијанотична урођена срчана болест
- Рендген грудног коша за дијагнозу респираторних болести као што је пролазна тахипнеја новорођенчета, респираторни дистрес синдром или пнеумонија
- Доплер снимање бубрежних вена и ултрасонографија бубрега за идентификацију тромбозе бубрежних вена код новорођенчади са бубрежном дисфункцијом
- Рендгенски снимци трбуха за тражење знакова повезаних са некротизирајућим ентероколитисом

## Терапија
Лечење неонаталне асимптоматске полицитемије је спорно; ово је због одсуства доказа који показују да принудни третман побољшава дуготрајне резултате. Пре него што се донесе закључак о полицитемији, обавезно је искључити дехидрацију и донекле хипогликемију. Два обрасца лечења су описана за асимптоматску и симптоматску полицитемију; конзервативно лечење са рехидрацијом и парцијалном заменском трансфузијом  (ПЕТ). Асимптоматској новорођенчади са хематокритом 60%–70% потребно је само конзервативно лечење повећањем уноса течности (нормални физиолошки раствор), који се често примењује код новорођеначке полицитемије са циљем да се спречи проширење хематокрита до нивоа који захтевају лечење ПЕТ-ом. Поново проверавајте хематокрит сваких 4 до 6 сати и наставите са овом провером најмање 24 часа док се ниво хематокрита не смањи. Међутим, овај напор обично није успешан. Студија која је укључивала 55 асимптоматских новорођенчади са вредностима хематокрита између 65% и 75% показала је да њихово лечење нормалним болусима физиолошког раствора није смањило ни њихове последичне нивое хематокрита нити њихову потребу за ПЕТ.   Код асимптоматских пацијената са нивоом хематокрита од преко 75% на поновљеним проценама, размислите о примени ПЕТ-а упркос чињеници да недостају докази о његовој адекватности. Код симптоматских пацијената са нивоом хематокрита преко 65% са нежељеним ефектима због полицитемије и хипервискозности, размотрите ПЕТ за лечење дисфункције органа. Новорођенчад са симптомима треба лечити ПЕТ-ом са нормалним физиолошким раствором ако је периферни венски хематокрит > 70%, 

## Компликације
Полицитемија има широк обим компликација, укључујући бројне структуре органа, а 50% новорођенчади са полицитемијом развије један или више, често неспецифичних симптома који се могу приписати основним условима. Имајући уово у виду, свако новорођено дете са суспектом компонентом полицитемије требало би да се детаљније прегледа на полицитемију.